# Albert de Saxe-Cobourg
Pour l’article homonyme, voir Albert de Saxe-Cobourg-Gotha.
Albert de Saxe-Cobourg est un prince de la branche ernestine de la maison de Wettin né le 24 mai 1648 à Gotha et mort le 6 août 1699 à Cobourg. Il est duc de Saxe-Cobourg de 1675 à sa mort.

## Biographie
Cinquième fils d'Ernest Ier de Saxe-Gotha et de son épouse Élisabeth-Sophie de Saxe-Altenbourg, Albert devient duc de Saxe-Cobourg lorsque ses six frères et lui se partagent l'héritage paternel.
Il épouse en premières noces à Gotha le 18 juillet 1676 Marie-Élisabeth de Brunswick-Wolfenbüttel, ancienne duchesse de Saxe-Weimar. Ils n'ont qu'un fils, Ernest Auguste (né à Saalfeld, le 1er septembre 1677 – décédé à Saalfeld, le 17 août 1678).
Il se remarie à Cobourg, le 24 mai 1688 avec Suzanne Élisabeth Kempinsky; qui est créée en 1689 Comtesse Kempinsky de Schwisitz et Altenhofen. Ils n'ont pas d'enfants.
Albert meurt sans descendance en 1699, entraînant une querelle de succession entre ses frères. Cobourg revient finalement au benjamin Jean-Ernest.